# Вероника рогоплодная
Веро́ника рогопло́дная (лат. Veronica ceratocarpa) — однолетнее травянистое растение, вид рода Вероника (Veronica) семейства Подорожниковые (Plantaginaceae).

## Распространение и экология
Кавказ: Ахалкалакское нагорье, Муров-Даг, Зангезур, Дагестан, Талыш; Азия: восточная часть Турции, северо-западная часть Ирана.
Произрастает в зарослях кустарников, в светлых лесах, на галечниках, по ущельям, преимущественно во влажных местообитаниях; до верхнего лесного пояса гор.

## Ботаническое описание
Стебли рассеянно курчаво опушённые, высотой 14—30 см, с удлинёнными, слабыми, раскидистыми ветвями, выходящими из многократно разветвлённого основания.
Листья на коротких черешках, овальные до продолговатых, длиной 0,5—2 см, шириной 0,3—1,5 см, со слабо клиновидным или округлым основанием, на поверхности с рассеянными скудными волосками.
Цветки в пазухах листьев на нитевидных отклонённых назад или поникающих цветоножках длиной до 25 мм. Чашечка с ланцетными или продолговато-ланцетными, сросшимися при основании, острыми или притуплёнными долями, несколько длиннее или равна коробочке; венчик бледно-голубой, шириной 8—10 мм, несколько длиннее чашечки, с короткой трубкой и пятью жилками. Тычинки короче венчика, с чёрными пыльниками, несколько расходящимися при основании, на утолщённых изогнутых нитях.
Коробочка сплюснутая, рассеянно волосистая, опушённая или голая, сетчато морщинистая от выпуклых густых жилок, длиной около 5 мм, шириной около 10 мм, двурогая, с изогнутыми, продолговато-ланцетными, тупыми лопастями, выше середины расходящимися под прямым или тупым углом, с 2—3 семенами в гнезде. Семена плосковатые, угловато-округлые или яйцевидные, длиной 2—3 мм, радиально морщинистые, с вдавленным рубчиком.

## Таксономия
Вид Вероника рогоплодная входит в род Вероника (Veronica) семейства Подорожниковые (Plantaginaceae) порядка Ясноткоцветные (Lamiales).
|  |                                      |  |                                                             |                                                             |                          |  | ещё 21 семейство (согласно Системе APG II) | ещё 21 семейство (согласно Системе APG II) |                          |  |  |  | ещё от 300 до 500 видов |
|  |                                      |  |                                                             |                                                             |                          |  | ещё 21 семейство (согласно Системе APG II) | ещё 21 семейство (согласно Системе APG II) |                          |  |  |  | ещё от 300 до 500 видов |
|  |                                      |  |                                                             | порядок Ясноткоцветные                                      |                          |  |                                            |                                            | род Вероника             |  |  |  |                         |
|  |                                      |  |                                                             | порядок Ясноткоцветные                                      |                          |  |                                            |                                            | род Вероника             |  |  |  |                         |
|  | отдел Цветковые, или Покрытосеменные |  |                                                             |                                                             | семейство Подорожниковые |  |                                            |                                            | вид Вероника рогоплодная |  |  |  |                         |
|  | отдел Цветковые, или Покрытосеменные |  |                                                             |                                                             | семейство Подорожниковые |  |                                            |                                            |                          |  |  |  |                         |
|  |                                      |  | ещё 44 порядка цветковых растений (согласно Системе APG II) | ещё 44 порядка цветковых растений (согласно Системе APG II) |                          |  |                                            | ещё 90 родов                               | ещё 90 родов             |  |  |  |                         |
|  |                                      |  |                                                             | ещё 44 порядка цветковых растений (согласно Системе APG II) |                          |  |                                            |                                            | ещё 90 родов             |  |  |  |                         |